# フリースケール・セミコンダクタ
フリースケール・セミコンダクタ（Freescale Semiconductor, Inc.）は、かつて存在したアメリカの半導体製造企業である。2004年、モトローラ社の半導体部門が分離して設立された。本社はテキサス州オースティンにあり、世界20カ国以上で活動していた。通信や車載といった組み込みシステム向けのチップを主要な製品としていた。
2015年12月7日をもってオランダのNXPセミコンダクターズに吸収合併されて消滅した。

## 歴史
モトローラは、半導体部門のスピンオフを2003年10月6日に発表し、フリースケール社を創設した。フリースケールは2004年6月16日に株式公開を果たした。当初、公開時の株価を 17.50ドルから19.50ドルとする予定だったが、ハイテク市場の沈静化した状況から13ドルでの公開となった。モトローラの株主は1株あたり0.110415 株のフリースケール株を受け取った（2004年12月2日）。
自動車用半導体では業界をリードする存在である。エンジン用マイクロコントローラ、ABSやエアバッグ用のマイクロコントローラやアナログ電源回路、加速度計、圧力センサなどである。
また、無線通信や携帯電話、コンピュータネットワーク向けの集積回路でも知られている。PowerPCマイクロプロセッサを組み込みシステム向けに製造するほか、2006年まではMacintoshにも採用されていた。
2006年、情報の保持のために電力を必要としないMRAMと呼ばれる新たな集積回路を発表した。2006年7月10日、4MビットMRAMチップの出荷を開始した（小口でチップあたり25ドル）。
2011年、DSPと通信プロセッサ技術を統合し世界初のマルチモード無線基地局プロセッサ（携帯電話基地局の機能をワンチップ化したもの）を開発した。ABI Research の市場調査によれば、高周波 (RF) 半導体市場でのフリースケールのシェアは60%だという。
同じく2011年、携帯機器向けの磁気センサを発表。マクラーレン・エレクトロニック・システムズと共同で NASCAR スプリントカップ・シリーズの自動車をキャブレターから燃料噴射装置に転換する作業を2012年から開始する。
2015年12月7日をもってオランダのNXPセミコンダクターズに吸収合併され、フリースケールは消滅した。

## 買収と再上場
2006年9月15日、ブラックストーン・グループ、カーライル・グループ、テキサス・パシフィック・グループ、ペルミラ・アドバイザーズのコンソーシアムによる176億ドルの買収に合意した（1株あたり40ドル）。このニュースが伝わると、株価は39.35ドルまで上昇した。2006年11月13日、特別株主総会が開催され、この買収が承認された。株式の買い取りは2006年12月1日に完了した。技術系企業の買収（私企業化）としては史上最大であり、買収規模は史上10位に入っている
2011年2月11日、公開会社に戻り、同年5月26日にニューヨーク証券取引所にて再上場を果たした。また、この株式公開に関連して、一連の誤解を招くような発表で意図的に株価をつりあげた疑いにより、調査を受けている。

## 製品一覧
- 8ビットマイクロコントローラ
  - HC05（英語版） シリーズ
  - HC08 シリーズ
  - HCS08 シリーズ
  - HC11 シリーズ
- 16ビットマイクロコントローラ
  - 56800/E シリーズ
  - HCS12/S12X シリーズ
  - HC12 シリーズ
  - HC16 シリーズ
- 32ビット 組み込み用マイクロプロセッサ
  - MC680x0/MC683xx/Coldfire シリーズ
  - ARMアーキテクチャベース シリーズ
  - MCORE(MMC2000) シリーズ
  - PowerQUICC シリーズ
  - PowerPC シリーズ
- アナログIC
- ASIC
- デジタルシグナルプロセッサ
  - StarCore シリーズ
- メモリ
  - MRAM
- センサー
  - 加速度センサー
  - 圧力センサー
- 無線通信用デバイス
  - ZigBee
  - UWB